# Neobathiea
Neobathiea – rodzaj roślin z rodziny storczykowatych (Orchidaceae). Rośliny z tego rodzaju występują tylko na Komorach oraz na Madagaskarrze.

## Systematyka
Rodzaj sklasyfikowany do podplemienia Angraecinae w plemieniu Vandeae, podrodzina epidendronowe (Epidendroideae), rodzina storczykowate (Orchidaceae), rząd szparagowce (Asparagales) w obrębie roślin jednoliściennych.
Wykaz gatunków
- Neobathiea comet-halei Hermans & P.J.Cribb
- Neobathiea grandidieriana (Rchb.f.) Garay
- Neobathiea hirtula H.Perrier
- Neobathiea keraudrenae Toill.-Gen. & Bosser
- Neobathiea perrieri (Schltr.) Schltr.
- Neobathiea spatulata H.Perrier